# ViewSonic
ViewSonic Corporation é uma empresa privada multinacional de eletrônicos com sede em Brea, Califórnia, Estados Unidos e um centro de pesquisa e desenvolvimento na cidade de Nova Taipé, Taiwan. A ViewSonic é especializada em hardware de exibição visual - incluindo telas de cristal líquido, projetores e quadros brancos interativos. A empresa fornece soluções de tecnologia em três mercados principais: educação, empresa e entretenimento. ViewSonic é uma empresa de propriedade minoritária certificada nacionalmente pelo Southern California Minority Supplier Development Council.

## História
Em 1987, James Chu fundou a Keypoint Technology Corporation, uma empresa de distribuição especializada em periféricos de computador, como fontes de alimentação, teclados e monitores de computador. Chu, natural de Taiwan, ocupou vários cargos de vendas antes de imigrar para os Estados Unidos em 1986 para se tornar o presidente das operações nos Estados Unidos de um fabricante de teclados taiwanês. O início da década de 1990 viu uma queda nos preços dos computadores pessoais, uma proliferação de estações de trabalho de última geração, o uso crescente de interfaces gráficas e uma maior demanda corporativa por monitores com menores emissões de radiação, maiores taxas de atualização e melhor ergonomia. Em consonância com o tempo, em 1990 a Keypoint Technologies introduziu a marca ViewSonic de monitores de computador coloridos em duas séries, profissional e gráfica. A empresa adotou a missão e o foco de desenvolver e entregar produtos de exibição visual avançados e acessíveis e mudou seu nome para ViewSonic. Seu novo logotipo, três pássaros Diamante-de-gould, pretendia simbolizar inovação, qualidade e valor. Em 2017, a ViewSonic entrou no mercado de lousas interativas com seus monitores planos. ViewSonic foi nomeada uma marca de exibição de colaboração mais vendida em 2018. Em 2019 a ViewSonic ficou em terceiro lugar em participação de mercado global de telas interativas, (exceto na China).

## Operações
A ViewSonic tem sua sede em Brea, Califórnia, Estados Unidos, um centro de pesquisa e desenvolvimento na cidade de Nova Taipé, Taiwan e escritórios espalhados em outros países: Canadá, Alemanha, Reino Unido, França, Rússia, Itália, Ucrânia, Turquia, Espanha, Suécia, Grécia, Suíça, Austrália, Malásia, Índia, Coreia do Sul, Emirados Árabes Unidos, Singapura, Japão.

## Produtos
- Em 1998, a ViewSonic anunciou que dois de seus monitores Professional Series obtiveram a certificação TCO '99.[7]
- Em 2000, a ViewSonic firmou parceria com a AT&T Corporation para oferecer dispositivos de Internet integrados ao AT&T WorldNet Service, inicialmente visando o mercado corporativo. Os aparelhos de Internet variam de i-box autônomos, dispositivos LCD e CRT integrados a telefones da web. As unidades foram consideradas capazes de operar em quase qualquer sistema operacional, incluindo Windows CE, Linux, QNX e VxWorks.[8]
- Em 2002, a ViewSonic anunciou o monitor VP2290 de 22,2 polegadas com uma resolução de 3840x2400.[9]
- No Consumer Electronics Show de 2007, a ViewSonic apresentou produtos de exibição, ou seja, um projetor, monitores e um aparelho HDTV, capaz de ser conectado diretamente a um iPod.[10]
- Em 2017, a ViewSonic lançou seus quadros interativos inteligentes ViewBoard. Em 2019, mais de 5.500 escolas de ensino fundamental e médio nos Estados Unidos tinham instalado o ViewBoards. ViewSonic se tornou um parceiro do Google for Education em 2019[11] e um parceiro do Microsoft Education em 2020.[12]
- Em 2018, a ViewSonic lançou o primeiro projetor doméstico DLP 4K Ultra HD de alto brilho do mundo, o PX747-4.[13][14]